# جیمی دوایر
جیمی دوایر (انگلیسی: Jamie Dwyer؛ زادهٔ ۱۲ مارس ۱۹۷۹) بازیکن هاکی روی چمن اهل استرالیا است که در مسابقات کشوری و بین‌المللی در مجموع برندهٔ 14 مدال طلا، 4 مدال نقره، 2 مدال برنز شده‌است.